# Pehr Lundborg
Pehr Lundborg, född 1744, död 29 december 1808 i Katarina församling i Stockholm, var en svensk klavikordbyggare, i Stockholm. Han byggde även stråkinstrument, hammarklaver, cembalo, knäppinstrument och svenska lutor. Har byggde även ett klaver med lutstämma. Lundborg hör till den äldre svenska traditionen.
Han arbetade vid sidan om som djurkonservator.

## Biografi
Pehr Lundborg var gesäll i slutet av 1760-talet hos klaverbyggaren Gottlieb Rosenau i Stockholm. Lundborg benämnde sig själv som kunglig hovinstrumentmakare från cirka 1770. Han fick privilegium som instrumentmakare 1771 som omfattade cembalo, klaver och spinett men däremot avslag att få göra träarbeten.

### Familj
Lundborg var gift med Ulrica Fischer (född 1745), som han senare skiljde sig ifrån.

## Instrumenttillverkning
Lundborg köpte sin strängtråd av juveleraren Zetterholm. Han beställde även tråd utomlands då han 1788 fick betala en tullavgift för 335 pund järntråd från Amsterdam. Hans sigill består av initialerna PL.
Han tillhör den äldre svenska traditionen och var verksam mellan 1771 och 1808.
Lundborg signerade sina instrument med en etikett.

### Klavikord
Rosenaus inflytande avspeglas i vissa delar av hans klavikord. Lundborg hade en stor variationsrikedom vad gäller utförandet av instrumentet och använde båda gammalt och nytt. Hans instrument var i olika storlekar och obundna. Han använde en diagonal placering av stämstock och stämnaglar som är hämtat från orgelbyggarskolan, även gesällerna Kraft och Söderberg kom att tillverka instrument på detta sätt. Intarsiaarbetena skiljer sig på många sätt trots att det ibland är samma motiv. Resonansbottnen är ytbehandlad vilket är ett arv från den nordtyska skolan och på den svenska bottnen från orgelbyggarskolan. Lundborg har en stor variation av omfång på klaveret jämfört med Lindholm och hans gesäller.
Han byggde samma typ av underlägg som Johan Broman. Han hade minst två klaverstämplar, en från 1772 med sina initialer och tre kronor. Den förvaras på Statens musiksamlingar, Musikmuseet. Den andra med initialer och en krona använde han mest. Han tillverkade minst 15 klavikord om året.
Det svenska klavikordets bakre styrning har troligtvis uppfunnits av Lundborg.
| År            | Bild | Omfång | Klaverstämpel | Kortal | Oktavbredd | Vågbalk | Bakre tangentstyrning | Ådring | Övrigt                                                                |
| ------------- | ---- | ------ | ------------- | ------ | ---------- | ------- | --------------------- | ------ | --------------------------------------------------------------------- |
| Okänt         |      | C-f3   | PL krona      | 2      | 161        | 2       | stift av järn         | 150/50 | Ägs av Statens musiksamlingar, Musikmuseet.                           |
| 1772 (nr 37)  |      | C-f3   | PL tre kronor | 2      | 161        | 2       | Fena av järn          | 150/55 | Orgelklavikord. Orgeldelen är äldre än det övriga instrumentet.SMS/MM |
| 1778 (nr 160) |      | C-f3   | PL krona      | 2      | 161        | 1       | Kancell               | 150/40 | Ägs av Malmö museum, Slottsholmen.                                    |
| 1780 (nr 213) |      | C-f3   | PL krona      | 2      | 161        | 1       | Kancell               | 150/45 | Ägs av Föreningen Stigberget, Stockholm.                              |
| Okänt         |      | A1-f3  | PL krona      | 2      | 162        | 1       | stift                 | 150/55 | Ägs av Stiftelsen Musikkulturens Främjande, Stockholm.                |
| 1775 (nr 105) |      | A1-f3  | PL krona      | 2      | 162        | 1       | Kancell               | 150/45 | Ägs av Upplandsmuseet, Uppsala,                                       |
| 1778 (nr 167) |      | A1-f3  | PL krona      | 2      | 162        | 1       | Kancell               | 150/40 | Ägs av Tullverkets museum, Dalarö.                                    |
| 1775 (nr 98)  |      | F1-f3  | PL krona      | 2      | 160        | 1       | Kancell               | 150/45 | Ägs av en privatperson.                                               |
| 1780 (nr 264) |      | F1-a3  | PL krona      | 2      | 162        | 2       | Kancell               | 150/45 | Ägs av Stiftelsen Hallands länsmuseer, Museet i Halmstad.             |
| 1787 (nr 340) |      | F1-a3  | PL krona      | 2      | 162        | 2       | Kancell               | 150/50 | Ägs av Statens musiksamlingar, Musikmuseet.                           |
| 1790 (nr 375) |      | F1-a3  | PL krona      | 2      | 161        | 2       | Kancell               | 150/45 | Ägs av Nordiska museet i Stockholm.                                   |
| 1794 (nr 451) |      | F1-a3  | PL krona      | 2      | 161        | 2       | Kancell               | 150/50 | Ägs av Nordiska museet i Stockholm.                                   |
| 1797 (nr 489) |      | F1-c4  | PL krona      | 2      | 161        | 2       | Kancell               | 150/45 | Ägs av Bohusläns museum, Uddevalla.                                   |
| 1803 (nr 574) |      | F1-c4  | PL krona      | 2      | 161        | 2       | Kancell               | 150/45 | Ägs av Nordiska museet i Stockholm.                                   |
| Okänt         |      | F1-c4  | PL krona      | 2      | 160        | 2       | Kancell               | -      | Ägs av Statens musiksamlingar, Musikmuseet.                           |

- 1795 - Dekorerad med målningar inspirerade av Louis Masreliez.

### Hammarklaver
Lundborg började tillverka hammarklaver under 1780-talet.
- 1781 (nr 239) - Hammarklaver. Ägs av en privatperson.

### Svensk luta
- 1799 - Svensk luta.

### Stråkinstrument
- 1785 - Viola.

## Medarbetare
- 1784 - Anders Grönberg, gesäll. Tidigare gesäll hos Christina Kinström.
- 1772–1778 - Mathias Petter Kraft, gesäll.
- 1802–1803 - Johan Söderberg.
- Erik Grönbom.
- Anders Lundborg (född 1749), han var 1800 gesäll hos Lundborg.[3]
- Lars Wennstedh (född 1737), han var 1800 gesäll hos Lundborg.[3]